# Liste von Persönlichkeiten der Stadt Turku
Die folgende Liste enthält Personen, die in der finnischen Stadt Turku geboren wurden sowie solche, die dort gestorben sind, jeweils chronologisch aufgelistet nach dem Geburtsjahr sowie nach dem Sterbejahr. Die Liste erhebt keinen Anspruch auf Vollständigkeit.

## Söhne und Töchter der Stadt

### Bis 1900
- Sten Nilsson Bielke (1624–1684), Admiral, Diplomat und Staatsmann
- Axel Gyllenkrok (1665–1730), Baron und General
- Johan Jakob Ehrensvärd (1666–1731), Militär
- Nils Ehrenskiöld (1674–1728), Admiral
- Alexander Michailowitsch Golizyn (1718–1783), Diplomat und Feldmarschall
- Dmitri Michailowitsch Golizyn (1721–1793), Diplomat
- Herman Diedrich Spöring (1733–1771), Zeichner und Naturforscher
- Anders Johan Lexell (1740–1784), Astronom und Mathematiker
- Abraham Niclas Edelcrantz (1754–1821), Schriftsteller und Wissenschaftler
- Johan Gadolin (1760–1852), Chemiker
- Erik Johan Löfgren (1825–1884), Historien- und Porträtmaler der Düsseldorfer Schule
- Fredrik Ahlstedt (1839–1901), Landschafts- und Porträtmaler der Düsseldorfer Schule
- Odo Reuter (1850–1913), Entomologe
- Signe Hornborg (1862–1916), Architektin
- Alexandrine Armfelt (1866–1933), Komponistin
- Aukusti Aho (1867–1934), Politiker
- Hedvig Gebhard (1867–1961), Journalistin und Politikerin
- Agnes Lundell (1878–1936), Rechtsanwältin (die erste Rechtsanwältin Finnlands)
- Rafael Erich (1879–1946), Rechtswissenschaftler, Diplomat, Politiker und Ministerpräsident
- Nikolai Wassiljewitsch Nagajew (1883–1976), Generalstabsoffizier und russisch-orthodoxer Bischof
- Antti Raita (1883–1968), Radrennfahrer
- Berndt Rainer von Fieandt (1890–1972), Politiker und Ministerpräsident
- Olavi Honka (1894–1988), Jurist und Präsidentschaftskandidat
- Eino Saari (1894–1971), Forstwissenschaftler und Politiker
- Karl Ebb (1896–1988), Unternehmer, Leichtathlet und Automobilrennfahrer
- Paavo Nurmi (1897–1973), Langstreckenläufer
- Reino Ragnar Lehto (1898–1966), Politiker und Ministerpräsident
- Väinö Bremer (1899–1964), Leichtathlet und Skisportler

### 1901 bis 1940
- Elias Katz (1901–1947), Langstreckenläufer
- Anitra Karsten (1902–1988), Gestaltpsychologin und Gerontologin
- Harri Larva (1906–1980), Mittelstreckenläufer und Olympiasieger
- Gunnar Mickwitz (1906–1940), Wirtschafts- und Sozialhistoriker
- Nils-Eric Ringbom (1907–1988), Musikwissenschaftler und Komponist
- Håkan von Eichwald (1908–1964), Dirigent und Komponist
- Nils-Eric Fougstedt (1910–1961), Dirigent und Komponist
- Leo Tuominen (1911–1981), Diplomat
- Walentin Chorell (1912–1983), Schriftsteller und Drehbuchautor
- Otto Kumenius (1912–1996), Geheimdienstler und Autor
- Paavo Aitio (1918–1989), Politiker
- Olli Juvonen (1923–2005), Radrennfahrer
- Mauno Koivisto (1923–2017), Politiker und neunter finnischer Staatspräsident
- Johannes Wilho Rinne (1923–2010), Primas der Orthodoxen Kirche Finnlands
- Paul Kustaanheimo (1924–1997), Astronom und Mathematiker
- Kalevi Lehtovirta (1928–2016), Fußball-, Eishockey- und Bandyspieler
- Reino Poutanen (1928–2007), Ruderer
- Olli Lounasmaa (1930–2002), Physiker
- Ulf Söderblom (1930–2016), Dirigent
- Tauno Timoska (1932–2022), Bandy- und Feldhockeyspieler
- Arto Salomaa (1934–2025), Informatiker
- Olavi Aalto (* 1937), Radrennfahrer
- Pekka Yli-Niemi (1937–1963), Skispringer
- Rauno Aaltonen (* 1938), Rallyefahrer
- Raimo Honkanen (1938–2020), Radrennfahrer

### 1941 bis 1960
- Tamara Lund (1941–2005), Opernsängerin (Sopran) und Schauspielerin
- Timo P. Nieminen (* 1944), Politiker
- Jarno Saarinen (1945–1973), Motorrad-Weltmeister
- Matti Salminen (* 1945), Opernsänger
- Fred Karlsson (* 1946), Sprachwissenschaftler
- Veijo Saarinen (* 1946), Eishockeyspieler
- Jorma Valtonen (* 1946), Eishockeytorwart
- Tuulikki Koivunen Bylund (* 1947), Bischöfin
- Pentti Kirstilä (1948–2021), Schriftsteller
- Hannu Koivunen (1948–2025), deutsch-finnischer Eishockeyspieler
- Timo Nurminen (* 1948), Eishockeytorwart
- Risto Hurme (* 1950), Pentathlet und Fechter
- Reijo Leppänen (* 1951), Eishockeyspieler
- Heikki Suhonen (* 1951), Fußballspieler
- Harri Sjöström (* 1952), Sopransaxophonist im Bereich des Free Jazz und der neuen improvisierten Musik
- Martti Koskenniemi (* 1953), Diplomat, Jurist und Völkerrechtsexperte
- Leena Lander (* 1955), Schriftstellerin
- Hannu Jortikka (* 1956), Eishockeyspieler und -trainer
- Tuula Riitta Pynnä (* 1958), Juristin
- Johnny Spunky (* 1958), Musiker und Songtexter
- Jukka Virtanen (* 1959), Eishockeyspieler

### 1961 bis 1970
- Risto Isomäki (* 1961), Schriftsteller, Wissenschaftsredakteur und Umweltaktivist
- Petteri Lehto (* 1961), Eishockeyspieler
- Heikki Leime (* 1962), Eishockeytrainer und -spieler
- Pekka Vapaavuori (* 1962), Architekt
- Mika Laurikainen (* 1963), Fußballtrainer
- Jaakko Mäntyjärvi (* 1963), Komponist
- Björn Vikström (* 1963), Bischof
- Hannu Virta (* 1963), Eishockeyspieler und -trainer
- Erkka Petäjä (* 1964), Fußballspieler
- Mika Aaltonen (* 1965), Fußballspieler
- Jyrki Terävuo (* 1965), Radrennfahrer
- Anne-Mari Virolainen (* 1965), Politikerin
- Minna Aaltonen (1966–2021), Schauspielerin
- Maria Isabel Alander (* 1967), Schriftstellerin
- Taru Rinne (* 1968), Motorradrennfahrerin
- Ilkka Salmi (* 1968), Sicherheitsbeamter
- Mikaela Fabricius-Bjerre (1969–2023), Dressurreiterin
- Kai Nurminen (* 1969), Eishockeyspieler
- Janne Salmi (* 1969), Orientierungsläufer
- Angela Bartens (* 1970), Linguistin und Hochschullehrerin
- Aleksei Holmstén (* 1970), Schachspieler
- Juha Virta (* 1970), Pädagoge, Medienkünstler und Kinderbuch-Autor

### 1971 bis 1980
- Marco Casagrande (* 1971), Architekt und Schriftsteller
- Kimmo Eronen (* 1971), Eishockeyspieler
- Riku-Petteri Lehtonen (* 1971), Eishockeyspieler und -trainer
- Marko Kiprusoff (* 1972), Eishockeyspieler
- Petteri Nummelin (* 1972), Eishockeyspieler
- Tom Koivisto (* 1974), Eishockeyspieler
- Saku Koivu (* 1974), Eishockeyspieler
- Teppo Mäkynen (* 1974), Jazzmusiker
- Sami Salo (* 1974), Eishockeyspieler
- Jani Hurme (* 1975), Eishockeytorwart
- Tuomas Ketola (* 1975), Tennisspieler
- Mika Lehtinen (* 1975), Eishockeyspieler
- Miikka Kiprusoff (* 1976), Eishockeytorwart
- Ville Niinistö (* 1976), Politiker (Vihr.)
- Miika Elomo (1977–2025), Eishockeyspieler
- Peter Enckelman (* 1977), Fußballtorwart
- Juha Helppi (* 1977), Pokerspieler
- Tomi Kallio (* 1977), Eishockeyspieler
- Tuukka Salonen (* 1977), Fußballspieler
- Anna-Kaisa Rantanen (* 1978), Fußballspielerin
- Vilkka Wahl (* 1978), Jazzmusiker
- Teemu Elomo (* 1979), Eishockeyspieler
- Samppa Lajunen (* 1979), Nordischer Kombinierer
- Antero Niittymäki (* 1980), Eishockeytorwart
- Pasi Palmulehto (* 1980), Politiker (PP)
- Teemu Rannikko (* 1980), Basketballspieler

### Ab 1981
- Aino Laberenz (* 1981), Bühnen- und Kostümbildnerin
- Miikka Ilo (* 1982), Fußballspieler
- Mikko Koivu (* 1983), Eishockeyspieler
- Ari Nyman (* 1984), Fußballspieler
- Mika Ääritalo (* 1985), Fußballspieler
- Jussi Makkonen (* 1985), Eishockeyspieler
- Minna Meriluoto (* 1985), Fußballspielerin
- Henrik Moisander (* 1985), Fußballtorwart
- Niklas Moisander (* 1985), Fußballspieler
- Kasper Hämäläinen (* 1986), Fußballspieler
- Lauri Korpikoski (* 1986), Eishockeyspieler
- Joonas Järvinen (* 1989), Eishockeyspieler
- Niclas Lucenius (* 1989), Eishockeyspieler
- Riku Riski (* 1989), Fußballspieler
- Joni Kauko (* 1990), Fußballspieler
- Joni Ortio (* 1991), Eishockeytorwart
- Nooralotta Neziri (* 1992), Hürdensprinterin
- Axel Milliam (* 1994), Schauspieler
- Rasmus Ristolainen (* 1994), Eishockeyspieler
- Jere Uronen (* 1994), Fußballspieler
- Otso Virtanen (* 1994), Fußballtorwart
- Tommi Holttinen (* 1997), Stabhochspringer
- Robin (* 1998), Popsänger
- Marcus Forss (* 1999), Fußballspieler
- Elli Pikkujämsä (* 1999), Fußballspielerin
- Fedor Ivanov (* 2000), Volleyballspieler
- Matias Maccelli (* 2000), Eishockeyspieler
- Kaapo Kakko (* 2001), Eishockeyspieler
- Anna Koivunen (* 2001), Fußballspielerin

## In Turku gestorben

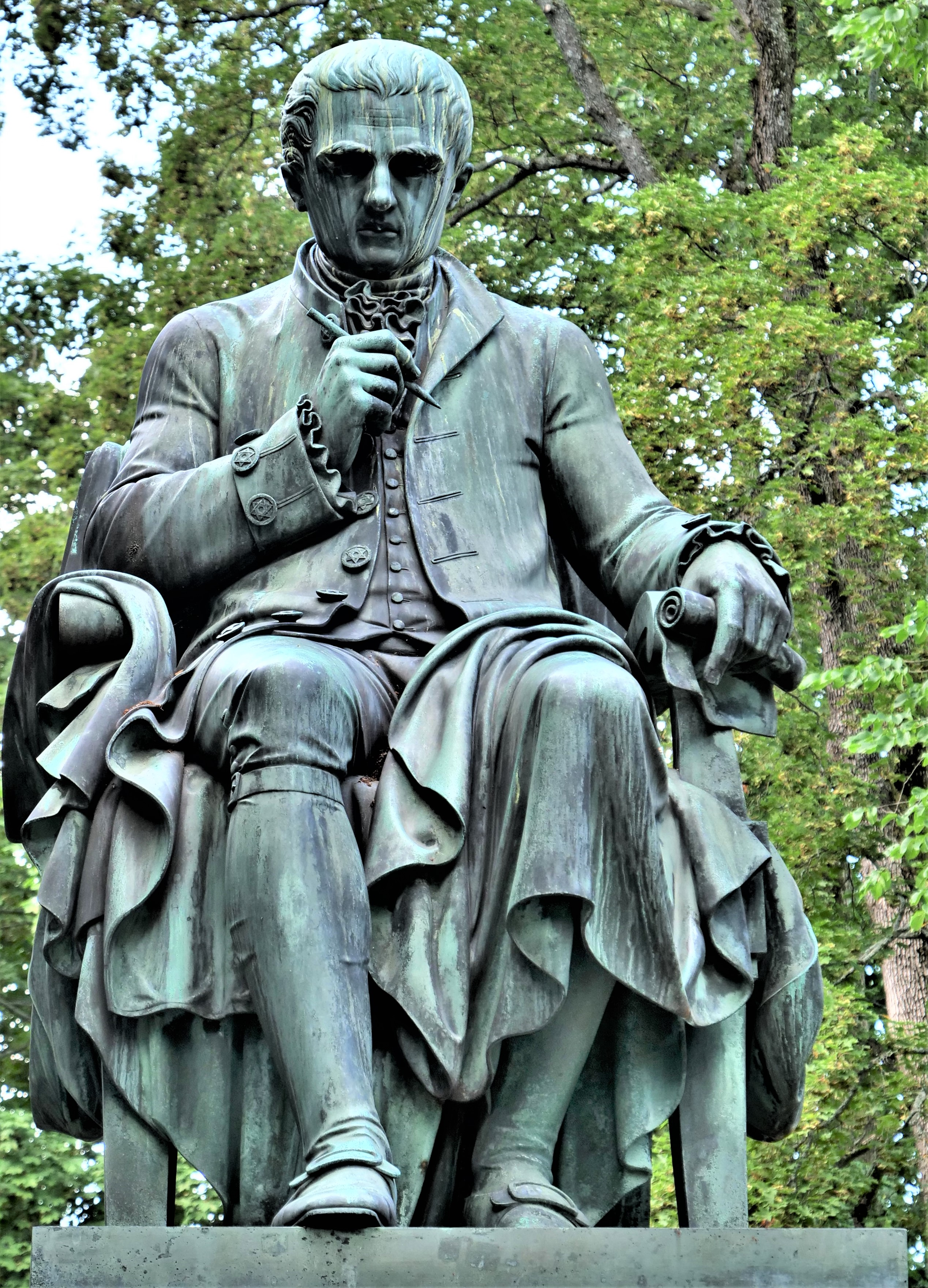
Denkmal für Henrik Gabriel Porthan in Turku

### Bis 1950
- Olaus Magni (≈1405–1460), Bischof
- Paulus Juusten (1516–1575), Bischof
- Joachim Scheel (1531–1606), Reichsadmiral
- Olof Bure (1578–1655), Mathematiker und Leibarzt
- Johannes Gezelius der Ältere (1615–1690), Theologe
- Johan Browall (1707–1755), Arzt, Botaniker, Politiker und Bischof
- Herman Diedrich Spöring (1701–1747), Mediziner
- Pehr Kalm (1716–1779), Naturforscher und Agrarökonom
- Anton Rolandsson Martin (1729–1785), Polarforscher und Botaniker
- Wilhelm Carpelan (1700–1788), Generalleutnant
- Andreas Dahl (1751–1789), Botaniker und Mediziner
- Henrik Gabriel Porthan (1739–1804), Gelehrter, gilt als „Vater der finnischen Geschichtsschreibung“
- Erik Tulindberg (1761–1814), Komponist und Violinist
- Carl Erik Mannerheim (1759–1837), Militär und Politiker
- Georg Theodor Chiewitz (1815–1862), Architekt und Bauingenieur der Neugotik
- Alexander von Nordmann (1803–1866), Zoologe, Botaniker und Paläontologe
- Maria Kraftman (1812–1884), Schriftstellerin
- Erik Johan Löfgren (1825–1884), Historien- und Porträtmaler der Düsseldorfer Schule
- Odo Reuter (1850–1913), Entomologe
- Victor Westerholm (1860–1919), Landschaftsmaler
- Lauri Ingman (1868–1934), Theologe und Politiker, Ministerpräsident
- Uno Holmberg-Harva (1882–1949), Theologe, Religionshistoriker, Ethnograph, Ethnosoziologe und Volkskundler

### Ab 1951
- Erik Bryggman (1891–1955), Architekt
- Jalmari Eskola (1886–1958), Langstreckenläufer
- Aarne Pekkalainen (1895–1958), Segler
- Ralf Törngren (1899–1961), Politiker und Ministerpräsident
- Veikko Antero Koskenniemi (1885–1962), Schriftsteller
- Michail Adolfowitsch Minkus (1905–1963), Architekt
- Armas Taipale (1890–1976), Diskuswerfer
- Kaarlo Mäkinen (1892–1980), Ringer und Olympiasieger
- Rafael Paasio (1903–1980), Politiker (SPD) und Ministerpräsident
- Lauri Virtanen (1904–1982), Langstreckenläufer
- Aarne Tammisto (1915–1978), Sprinter
- Reima Pietilä (1923–1993), Architekt
- Ole Torvalds (1916–1995), Poet, Journalist und Übersetzer
- Heikki A. Alikoski (1912–1997), Astronom
- Kustaa Aadolf Inkeri (1908–1997), Astronom und Mathematiker
- Voitto Hellsten (1932–1998), Leichtathlet und Politiker (SDP), Mitglied des Reichstags
- Eero Laine (1926–1998), Biathlet
- Lauri Honko (1932–2002), Folklorist und Religionswissenschaftler sowie Mitbegründer der empirischen Kulturforschung in Skandinavien
- Adolf Ehrnrooth (1905–2004), Infanteriegeneral
- Mikko Juva (1918–2004), Historiker, Politiker und lutherischer Theologe
- Tamara Lund (1941–2005), Opernsängerin (Sopran) und Schauspielerin
- Heikki Toivanen (1948–2006), Opernsänger (Bass)
- Kalervo Toivonen (1913–2006), Speerwerfer
- Patrick Bruun (1920–2007), Althistoriker und Numismatiker
- Veikko Karvonen (1926–2007), Marathonläufer
- Ilmar Talve (1919–2007), Schriftsteller, Literaturwissenschafter und Ethnograph
- Salme Raatma (1915–2008), Schriftstellerin
- Johannes Wilho Rinne (1923–2010), Primas der Orthodoxen Kirche Finnlands
- Arto Javanainen (1959–2011), Eishockeyspieler
- Jaana Järvinen (1956–2012), Schauspielerin
- Meta Torvalds (1922–2012), Journalistin
- Tauno Suojärvi (1928–2013), Jazzmusiker
- Berndt Katter (1932–2014), Pentathlet
- Kalevi Lehtovirta (1928–2016), Fußball-, Eishockey- und Bandyspieler